# Yu Hourun
Yu Hourun, född 9 juli 1964, är en friidrottare från Kina. Hon deltog vid olympiska sommarspelen 1988.